# ليون فانس
ليون فانس (بالإنجليزية: Leon Vance)‏ هو عسكري أمريكي، ولد في 11 أغسطس 1916 في إنيد في الولايات المتحدة، وتوفي في 26 يوليو 1944 في آيسلندا.